# 1921 في النرويج
فيما يلي قوائم الأحداث التي وقعت خلال عام 1921 في النرويج.

## سياسة

### انتهاء فترة المنصب
- 22 يونيو – أوتو باهر هالفورسن رئيس وزراء النرويج.

## مواليد

### يوليو
- 4 يوليو – ستين روكان

## وفيات

### فبراير
- 8 فبراير – فرانسيس هاغروب (مواليد 1853) سياسي نرويجي.